# Gretchen Woodman Rogers

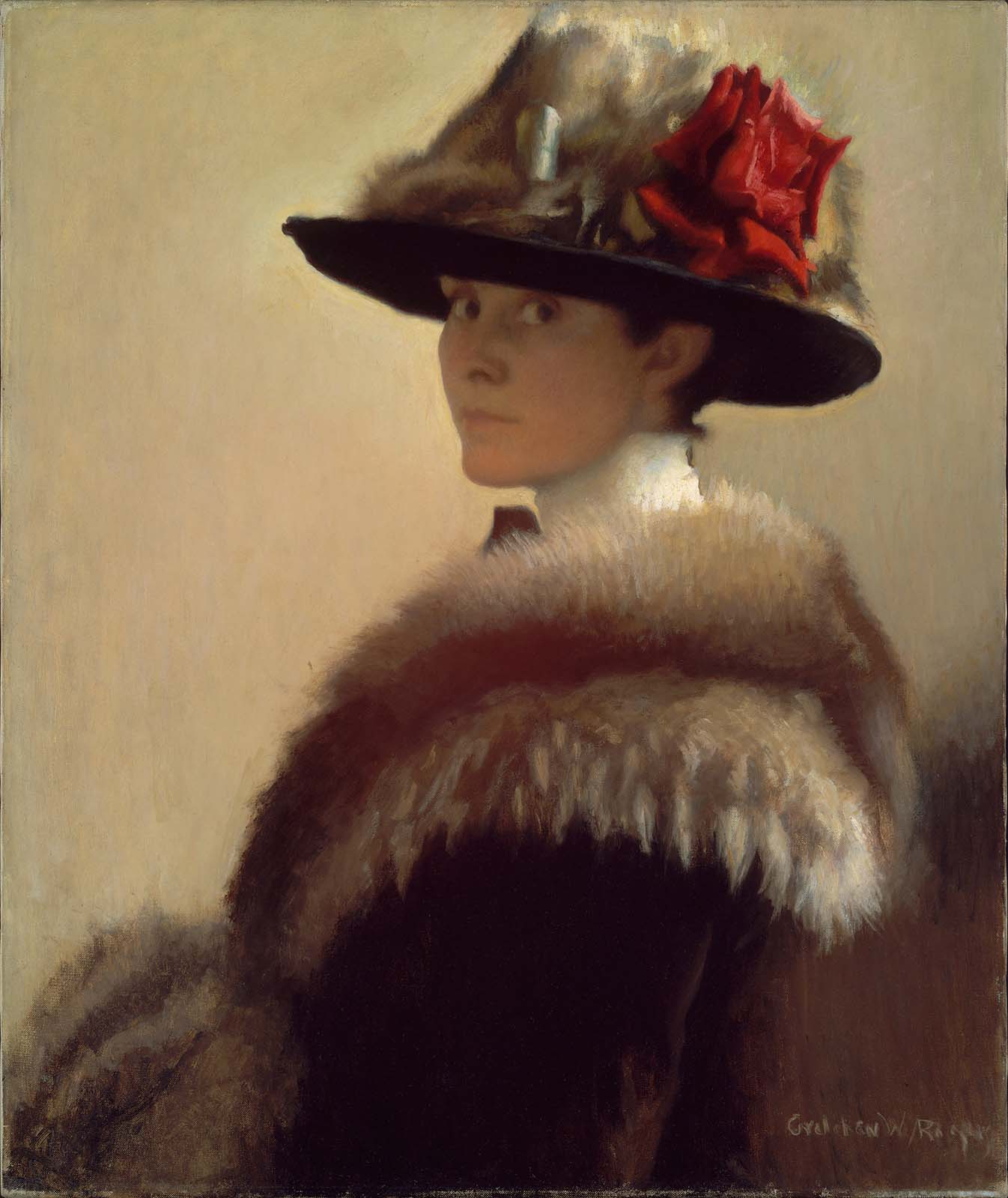
Woman in a Fur Hat, vor 1915. Museum of Fine Arts, Boston

Gretchen (Margaret) Woodman Rogers (* 1881 in Boston, Massachusetts; † 1967 in New Haven, Connecticut) war eine US-amerikanische Malerin, die der Boston School zugerechnet wird.

## Leben
Gretchen Rogers wurde 1881 in Boston geboren. Zwischen 1900 und 1907 studierte sie an der School of the Museum of Fine Arts in Boston unter Edmund C. Tarbell, einem führenden Vertreter der Boston School. Bereits während ihrer Studienzeit erhielt sie mehrere Auszeichnungen. Tarbell bezeichnete sie einmal als seine beste Schülerin und als „Genie“.
Das Museum of Fine Arts in Boston, wo Gretchen Rogers bereits 1911 ausgestellt hatte, besitzt ein Stillleben von Rogers sowie ihr Selbstbildnis Frau mit Pelzmütze, das 1915 auf der Panama-Pacific International Exposition in San Francisco mit einer Silbermedaille ausgezeichnet wurde. Rogers nahm an den jährlichen Ausstellungen der Pennsylvania Academy of the Fine Arts und des Art Institute of Chicago teil und war Gründungsmitglied der Guild of Boston Artists, wo sie 1917 und 1928 Einzelausstellungen hatte. Darüber hinaus stellte sie in der Corcoran Gallery of Art in Washington, D.C., sowie in Gruppenausstellungen mit Bostoner Künstlerinnen im Saint Louis Art Museum im Dezember 1913 und im Detroit Institute of Arts im April 1914 aus.
Trotz dieser Erfolge und ihrer anhaltenden Popularität bis weit in die 1920er Jahre hinein gab Gretchen Rogers 1932 ihre Räume in den Fenway Studios auf und schuf danach kein bekanntes Werk mehr. Ihr Rückzug aus der Kunstwelt wird den Auswirkungen der Großen Depression auf den Kunstmarkt zugeschrieben, die sich auf die Karrieren vieler Maler auswirkten. Sie musste ihre künstlerische Tätigkeit aufgeben, da sie nicht mehr in der Lage war, ihren Lebensunterhalt durch ihre Kunst zu bestreiten. Über ihr späteres Leben ist wenig bekannt. Sie verstarb 1967 in New Haven, Connecticut.

## Werk
Ihr bekanntestes Werk ist das Gemälde Woman in a Fur Hat, das 1915 auf der Panama-Pacific International Exposition eine Silbermedaille gewann. Dieses Werk befindet sich heute in der Dauerausstellung des Museum of Fine Arts in Boston. Obwohl das Bild nie als solches ausgestellt wurde, hielten zeitgenössische Kritiker es für ein Selbstporträt. Der ruhige, abschätzende Blick der Dargestellten ist typisch für diese Art von Werken, die meist beim Blick in den Spiegel entstehen. Gretchen Rogers gibt dem Betrachter jedoch keinen Hinweis darauf, dass es sich bei der Dargestellten um eine Künstlerin handelt, denn sie trägt den eleganten Winterhut und den Pelzmantel einer Dame, und weder Pinsel noch Palette sind zu sehen. Sie verwendet eine Vielzahl von Texturen und Materialien – Samt, Wolle, Pelz und Fleisch –, die sie mit absoluter Genauigkeit wiedergibt. Wie viele ihrer Kollegen der Boston School respektierte Rogers die lange Geschichte und Tradition der Malerei. Ihre nachdenkliche, unprätentiöse, in weiches, strahlendes Licht getauchte Frau erinnert an Jan Vermeers Mädchen mit Perlenohrring (um 1665, Mauritshuis, Den Haag, Niederlande). Durch den Verweis auf dieses berühmte Gemälde verbindet Rogers in ihrem Bild einer zeitgenössischen Frau die Vergangenheit mit der Gegenwart und vermittelt einen Eindruck von Stärke und Selbstbewusstsein. 
Obwohl sie hauptsächlich für ihre Figuren- und Porträtmalerei bekannt ist, schuf Gretchen Rogers auch Stillleben und Landschaften und arbeitete gelegentlich mit Pastellfarben.